# Doritos
Doritos ist der Markenname für Tortilla-Chips aus Mais, welche durch die Firma Frito-Lay (eine Tochtergesellschaft der PepsiCo) seit 1966 industriell hergestellt werden. Die Produktion sowie der Verkauf erfolgen international in diversen Märkten (u. a. Kanada, Brasilien, Spanien, Japan, u. v. a. m.) mit an die jeweilige Region angepassten Geschmacksrichtungen. In den meisten Ländern sind jedoch einige Kernvarianten nach US-amerikanischem Vorbild vorhanden, etwa „Nacho Cheese“ (Käse) oder „Cool Ranch“ (Sour Creme).
In Deutschland betreibt der Hersteller keine Werbung, eine produktspezifische Website existiert jedoch. Die Produkte sind in vielen Einzelhandelsketten wie REWE, Kaufland, Lidl, Edeka oder Marktkauf verfügbar.

## Geschichte
Die Doritos-Produktion begann in den frühen 1960er Jahren im ersten Disneyland in Anaheim, Kalifornien. Frito-Lay betrieb hier ein „Casa de Fritos“-Restaurant, welches mexikanische Snacks servierte und für die Beilagen das eigene Portfolio von Knabberartikeln und Chips des Unternehmens nutzte. Um unnötige Verschwendung von Lebensmitteln zu vermeiden, wurden trockengewordene Tortillas frittiert und mit verschiedenen Gewürzen versehen, was auf eine Idee eines Lieferanten des Restaurants zurückzuführen ist.
Das entstandene Produkt gewann schnell an Beliebtheit bei den Kunden des Restaurants, jedoch dauerte es ein Jahr, bis 1961 Archibald Clark West, damaliger Vize-Präsident für Marketing bei Frito-Lay, die Chips und das Potential darin entdeckte. Daraufhin wurden, trotz initialem Widerstand der Firmenleitung, Testprodukte in unterschiedlichen Geschmacksrichtungen in einigen Bundesstaaten der USA hergestellt. 1966 erfolgte die landesweite Einführung der Tortilla-Chips.
Die Markteinführung in Deutschland erfolgte 1999.

## Geschmacksrichtungen
Deutschland
- Nacho Cheese (Käse, ähnlich der USA-Variante, nur in einer orangefarbenen Verpackung), Cool American (Sour Cream, ähnlich der USA-Variante, nur anders benannt, in einer blauen Verpackung, seit Sommer 2020 in Hellgrün), Sweet Chili Pepper (süß-scharf, ähnlich der USA-Variante, schwarze/dunkelblaue Verpackung), Paprika (nicht in den USA erhältlich)

USA
- Doritos (Normal): Nacho Cheese (Käse), Cool Ranch (Sour Cream), Spicy Sweet Chili (süß-scharf), Taco Flavour (ursprüngliche Variante neu aufgelegt, in Vintage-Verpackung), Spicy Nacho (scharf), Tapatio Salsa Picante Hot Sauce (sehr scharf), Salsa Verde, Toasted Corn (ohne Geschmack, zum Dippen), Doritos Blast (sehr scharf)
- Doritos Dinamita (gerollt): Fiery Habanero, Chile Limón
- Doritos Jacked (gedippt in Soße): Ranch Dipped Hot Wings, Flamas, Tapatío
- Doritos Mix (verschiedene Geschmacksrichtungen und Formen): Cheese Explosion, Taco Explosion

## Sonstiges
- Doritos zusammen mit Mountain Dew findet in Internetforen als Meme Verbreitung, welches die zweifelhaft ungesunde Nahrungsaufnahme mancher Gamer parodiert, aber auch die Produktplatzierung in Segmenten von YouTube-Videos der Computerspieler-Szene.[9]
- Die Fast-Food-Kette Taco Bell (nicht in Deutschland vertreten) bietet diverse Tacos an, deren Schalen aus Doritos bestehen.[10]